# Nymphon arabicum
Nymphon arabicum är en havsspindelart som beskrevs av Calman, W.T. 1938. Nymphon arabicum ingår i släktet Nymphon och familjen Nymphonidae. Inga underarter finns listade i Catalogue of Life.